# Chronologie de la campagne d'Italie de 1796-1797

## Chronologie de la campagne d'Italie
Cet article est un complément de campagne d'Italie (1796-1797) qu'il ne prétend pas remplacer. Il est donc schématique et les détails éventuels doivent être recherchés dans l'article principal.

### Mars 1796
- 2 : La nomination de Napoléon Bonaparte comme général en chef de l'Armée d'Italie est officialisée.
- 6 : Carnot remet à Bonaparte l'Instruction pour le général en chef de l'armée d'Italie.
  - la guerre est dirigée uniquement contre les Autrichiens.
  - l'armée d'Italie subsistera dans et par les pays ennemis.
  - une forte contribution sera levée.
- 9 : Mariage de Napoléon Bonaparte avec Joséphine de Beauharnais
- 11 : Bonaparte quitte Paris pour l'armée accompagné de son frère Louis, de Junot et de l'ordonnateur Chauvet.
- 27 : Arrivée à Nice où il prend le commandement de l'armée d'Italie où il remplace Schérer.
- 28 : Première revue des troupes
- 29 : Mutinerie, rapidement matée, du 3e bataillon de la 209e demi-brigade

### Avril 1796
- 2 : Départ pour Villefranche
- 3 : Le quartier général est installé à Menton
- 5 : Le quartier général est installé à Albenga
- 10 : Passage du col de Cadibone ( Hannibal a passé les Alpes, Bonaparte les a contournées)
- 12 : Les Autrichiens sont vaincus à la bataille de Montenotte
- 13 : Ils sont battus à la bataille de Millesimo et à la bataille de Dego
- 14 : Reddition de la forteresse de Cosseria occupée par les forces piémontaises.
- 22 : Michelangelo Alessandro Colli-Marchi est battu à la bataille de Mondovi
- 26 : Les envoyés du roi du Piémont-Sardaigne, Victor -Amédée signent l'armistice à Cherasco

### Mai 1796
- 7 : Bonaparte arrive à Plaisance sur le Pô.
- 9 : Bonaparte signe un armistice avec le duc de Parme.
- 9 : Contre-attaque des Autrichiens et mort du général Laharpe par erreur par ses propres soldats
- 10 : Victoire de Lodi par la traversée de l'Adda et Bonaparte entre à Crémone
- 14 : Bonaparte refuse de partager le commandement avec Kellermann.
- 15 : Bonaparte entre à Milan. À Paris, signature du traité de paix avec le roi de Piemont- Sardaigne.
- 24 : Insurrection de la population du Milanais
- 25 : L'insurrection est écrasée. Il fait brûler le village de Binasco.
- 26 : Pavie est prise d'assaut et livrée au pillage.
- 27 : Bonaparte entre à Brescia.
- 31 : Expédition punitive contre les paysans de Tortone

### Juin 1796
- 3 : Entrée des Français à Vérone
- 6 : Signature de l'armistice entre la France et le royaume de Naples.
- 22 : Signature de l'armistice de Bologne avec le Saint-Siège.
- 27 : Occupation de Livourne par les Français

### Juillet 1796
- 1er : Insurrection de la ville de Lugo
- 6 : Lugo est reprise et châtiée
- 26 : L'Autrichien Wurmser passe à l'offensive.
- 29 : Les Autrichiens reprennent Brescia.
- 31 : Les Autrichiens réoccupent Mantoue et marchent sur Castiglione.

### Août 1796
- 3 : Quasdanovich est écrasé à Lonato par Massena
- 4 : Victoire d'Augereau à Castiglione
- 5 : fin de la bataille dite des cinq jours.
- 7 : Nouveau siège de Mantoue.

### Septembre 1796
- 4 : Victoire sur Davidovitch au combat de Roveredo
- 7 : Victoire sur Wurmser à Primolano, hameau de Cismon del Grappa
- 8 : Victoire sur Wurmser  à Bassano. Il  s'enferme à Mantoue.
- 15 : Bataille de Saint-Georges à San Giorgio di Mantova
- 16 : Sous les murs de San Giorgio di Mantova, Provera signe la capitulation de ses troupes
- 17 : Proclamation de la république cispadane à Modène

### Octobre 1796
- 8 : Proclamation par Bonaparte du rattachement de Modène à la république cispadane.
- 9 : Signature d'un traité entre Gênes et la France

### Novembre 1796
- 1 : Les Autrichiens reprennent l'offensive.
- 9 : Échec de Masséna à Bassano.
- 12 : Échec de Bonaparte à Caldiero.
- 17 : Victoire du Pont d'Arcole sur Alvinczy.
- 19 : Joubert vainc Davidovitch à Campara
- 27 : Bonaparte occupe le palazzo Serbelloni à Milan.

### Décembre 1796
- 5 : Proclamation de la république cispadane.
- 6 : Révolte de la ville de Carrare, réprimée.

### Janvier 1797
- 11 : Évacuation de Livourne par Bonaparte contre paiement
- 14 : Victoire décisive à Rivoli
- 16 : Bataille de la Favorite
- 24 : Les Autrichiens évacuent Bassano.
- 31 : L'armistice de Bologne avec le Saint-Siège est rompu.

### Février 1797
- 1 : Bonaparte entre à Bologne.
- 2 : Capitulation de Wurmser à Mantoue.
- 9 : Les troupes françaises du général Victor occupe Ancône.
- 14 : Début des pourparlers de paix avec le Saint-Siège.
- 19 : Traité de paix de Tolentino avec le pape.
- 20 : Rétablissement de l'École française de Rome.

### Mars 1797
- 9 : Le quartier général français est installé à Bassano
- 12 : L'armée française passe la Piave
- 16 : Passage du Tagliamento
- 19 : Bataille de Gradisca et prise de la ville qui permet aux troupes françaises de passer l'Isonzo
- 21-23 : Bataille du col de Tarvis
- 23 : Les Français entrent à Trieste.
- 29 : Les Français entrent à Klagenfurt.
- 31 : Bonaparte offre la paix à l'archiduc Charles.

### Avril 1797
- 7 : Suspension d'armes de cinq jours entre la France et l'Autriche à la suite de la prise de Leoben (121 km de Vienne) le même jour
- 13 : La suspension d'armes est prolongée jusqu'au 20 avril
- 15 : Conférence entre les Français et les Autrichiens à Leoben.
- 17 : Massacre des Français dans la région de Vérone : les Pâques véronaises.
- 17 : Signature des préliminaires de paix à Leoben.

### Mai 1797

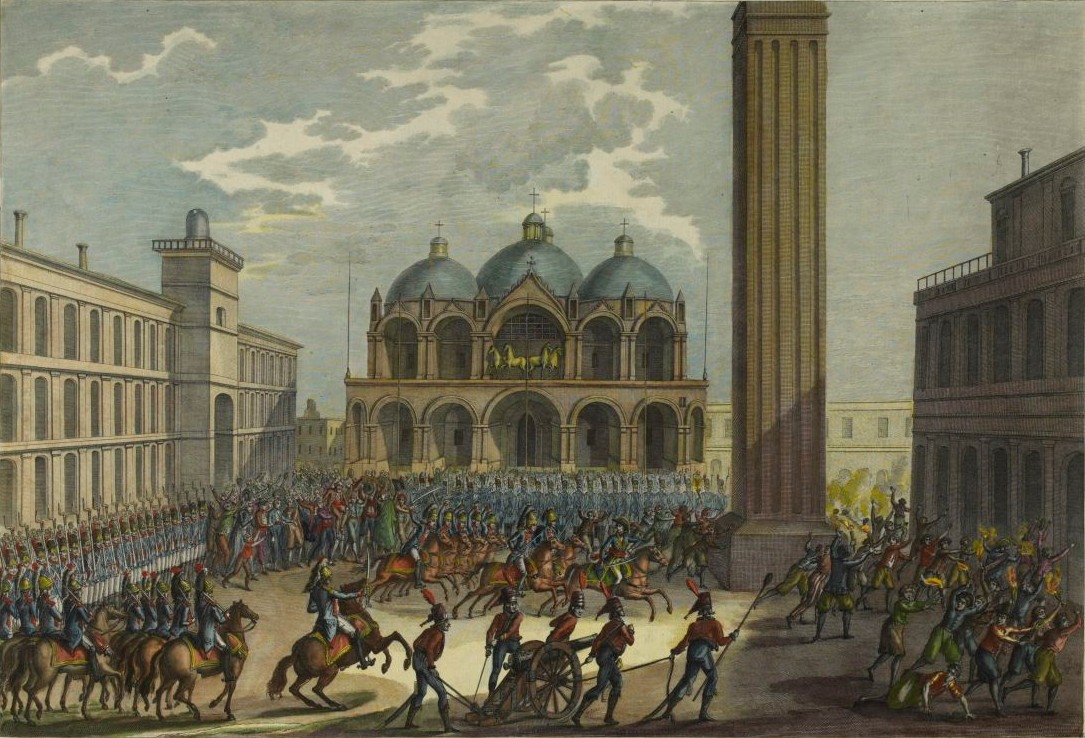
Prise de Venise en mai 1797, (musée de la Révolution française).

- 3 : Déclaration de guerre contre Venise.
- 15 : Occupation de Venise et fuite du doge de Venise.
- 16 : Signature d'un traité de paix avec Venise
- 19 : La Romagne est réunie à république cispadane
- 25 : Bonaparte et Clarke représentent la France aux pourparlers avec l'Autriche.

### Juin 1797
- 6 : Convention secrète entre la république de Gênes et la France: le gouvernement de Gênes renonce à l'exercice du pouvoir.
- 14 : Proclamation de la république ligurienne.

### Juillet 1797
- 9 : Proclamation de la république cisalpine.

### Août 1797
- 31 : Commencement des négociations avec l'Autriche en vue de la paix.

### Septembre 1797
- 4 : Coup d'État du 18 fructidor an V.

### Octobre 1797
- 17 : Signature du traité de Campo-Formio

### Novembre 1797
- 26 : Bonaparte arrive à Rastadt.

### Décembre 1797
- 5 : Bonaparte arrive à Paris.

## Source partielle
- Charles Mullié, Biographie des célébrités militaires des armées de terre et de mer de 1789 à 1850, 1852 [détail de l’édition]
- Cdt Henry Lachouque - Napoléon, 20 ans de campagnes - Arthaud - 1964
- Max Gallo - Napoléon - Laffont, ed
- Emmanuel de Las Cases - Le Mémorial de Sainte-Hélène - Bibliothèque de la Pléiade
- Adolphe Thiers - Histoire de la Révolution française -Société des Bibliophiles belges- 1841
- Yves Amiot, La fureur de vaincre-Campagne d'Italie (1796-1797), Flammarion, 1996, Paris.